# Панка
Панка (Клинівка) — село в Україні, у Сторожинецькій міській громаді Чернівецького району Чернівецької області.

## Географія
У селі річка Тісовець впадає у річку Серет. У селі розташований Клинівський парк, біля села — ботанічна пам'ятка природи загальнодержавного значення Урочище «Білка», а також ботанічний заказник «Білка».

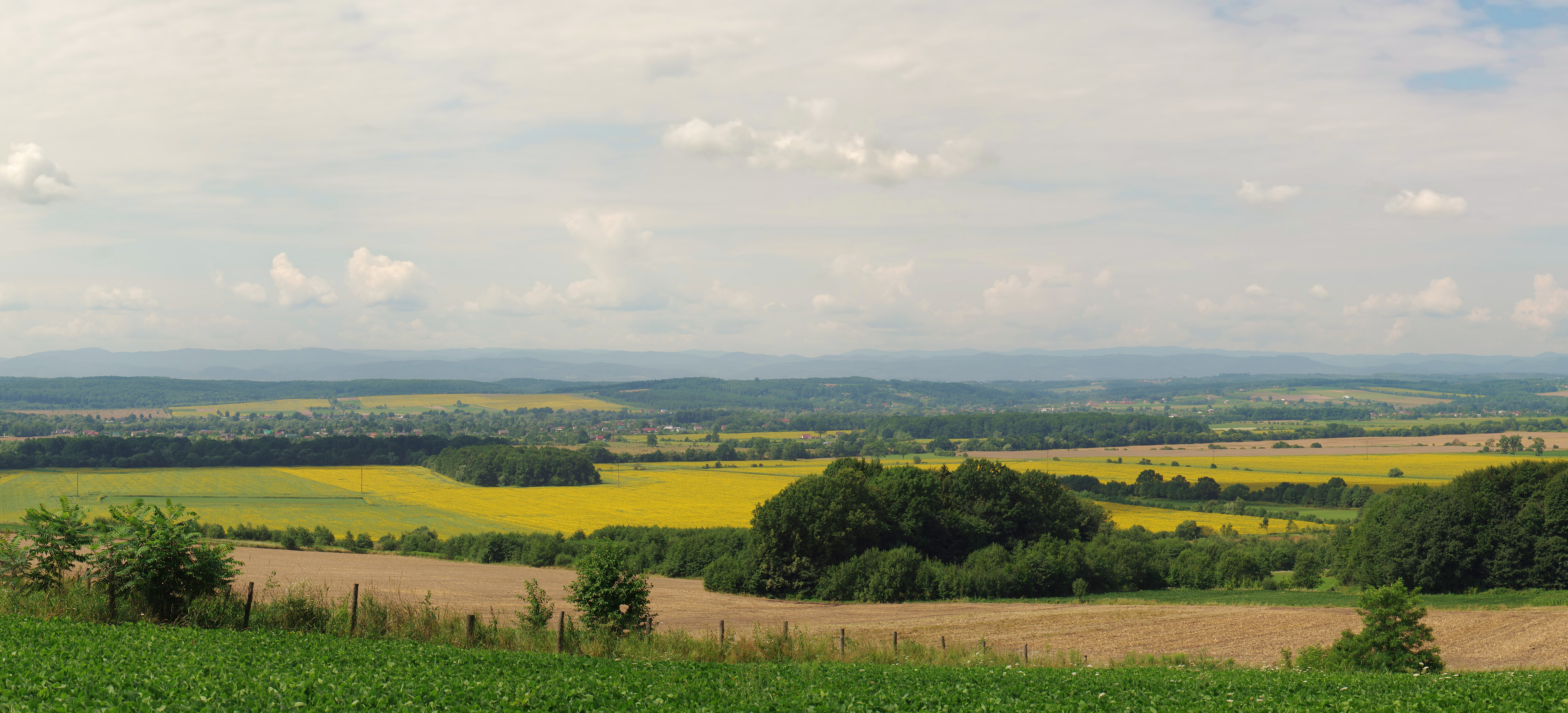
Панорама с.Панка із підйому в с.Заболоття, праворуч від центру панорами - ботанічний заказник Білка

## Історія
За переписом 1900 року в селі «Панка» було 410 будинків, проживали 2069 мешканців (1926 українців, 3 румуни, 140 німців). А також були 2 фільварки сумарною площею 3314 га, на території яких було 29 будинків і проживали 152 мешканці (66 українців, 5 румунів, 57 німців та 24 поляки).
7 вересня 1946 р. хутір Панка-Забагна перейменували на хутір Заболоття, хутір Панка Зруб — на хутір Зруб, село Панка — на Клинівку і Панківську сільську Раду — на Клинівську
З 24 серпня 1991 року село входить до складу незалежної України.
17 липня 2020 року, в результаті адміністративно-територіальної реформи та ліквідації Сторожинецького району, село увійшло до складу Чернівецького району.

## Населення

### Мова
Розподіл населення за рідною мовою за даними :
| Мова            | Кількість | Відсоток |
| --------------- | --------- | -------- |
| українська      | 2404      | 97.37%   |
| румунська       | 31        | 1.26%    |
| російська       | 31        | 1.26%    |
| польська        | 1         | 0.04%    |
| інші/не вказали | 2         | 0.07%    |
| Усього          | 2469      | 100%     |

## Уродженці села
- Черняк Людмила Миколаївна (літературний псевдонім Людмила Янушевська) (*15 грудня 1954 р., с. Клинівка (нині Панка) Сторожинецького району) — українська журналістка і видавниця. Член Національної спілки журналістів України. Закінчила філологічний факультет Чернівецького державного університету ім. Юрія Федьковича. 1977 р. розпочала трудову діяльність в обласній газеті «Молодий буковинець» (м. Чернівці), з 1979 р. — працює в редакції газети «Радянська Буковина» (нині — «Буковина»): коректор, кореспондент, заступник відповідального секретаря, оглядач, завідувач відділу культури та національного відродження. Написала повість «Мій зоряний міраж» (1990), інсценізацію спогадів відомої оперної співачки Лідії Липковської з нагоди 120-річного ювілею від дня народження «Доля примадони» (2004), підготувала до друку власну книгу «Інтерв'ю з українськими митцями»… У 1997 р. заснувала колективне підприємство «Видавництво Буковина», де вийшли у світ перші номери дитячого часопису «Ластівка» Чернівецької обласної організації Всеукраїнського товариства «Просвіта» ім. Т. Г. Шевченка, книги «Універсеп (Універсальний словник епіграм), або ж УСЕ» кандидата філологічних наук, літературознавця Віктора Косяченка, «Близька далечінь» письменника Володимира Дячкова, «За тебе, свята Україно» історика, науковця Нестора Мизака, «Крутизна», «Між страхом і любов'ю» письменника Володимира Михайловського, «Золотої нитки не згубіть» заслуженого діяча мистецтв України Василя Селезінки, «Вічні скарби Георгія Гараса» музеєзнавця Євдокії Антонюк-Гаврищук, «Стою у полум'ї любові» письменниці Оксани Довгань, бібліографічний покажчик «Василь Селезінка»… Як автор проекту з видання вибраних творів українського письменника Юрія Федьковича підготувала до друку і випустила 4 книжки з його поетичними і прозовими творами[5][6][7].
- Красовська Олена Михайлівна. Народилася 29 квітня 1973 року в селі Панка, Професор-мовознавець Інституту славістики Польської академії наук. Заступник голови Славістичного фонду (2008—2015), заступник директора Інституту славістики до справ науки (2015—2019). Авторка більш 200 наукових робіт, у тому числі авторка 7 монографій, та співавторка 8 наукових книжок (в тому числі: Соціолінгвістика: навчальний посібник[8], Особливості Буковинського пограниччя: історія культурного полілогу[9], Соціолінгвістичний компендіум[10] i The Polish Minority in South-Eastern Ukraine[11]). Її наукові зацікавлення то: діалектологія, соціолінгвістика, фольклористика. Займається мовними та культурними проблемами пограниччя та народними меншинами. В Європі пропагує багатокультурність та багатомовність Буковини, країни її народження. Проживає у Варшаві. Нагороджена багатьма відзнаками, між іншими, Відзнакою Міністра Культури Польщі «Заслужена для польської культури».
- Боднар Петро Степанович — Герой України, загинув на Сході України.